# Millicent Rogers

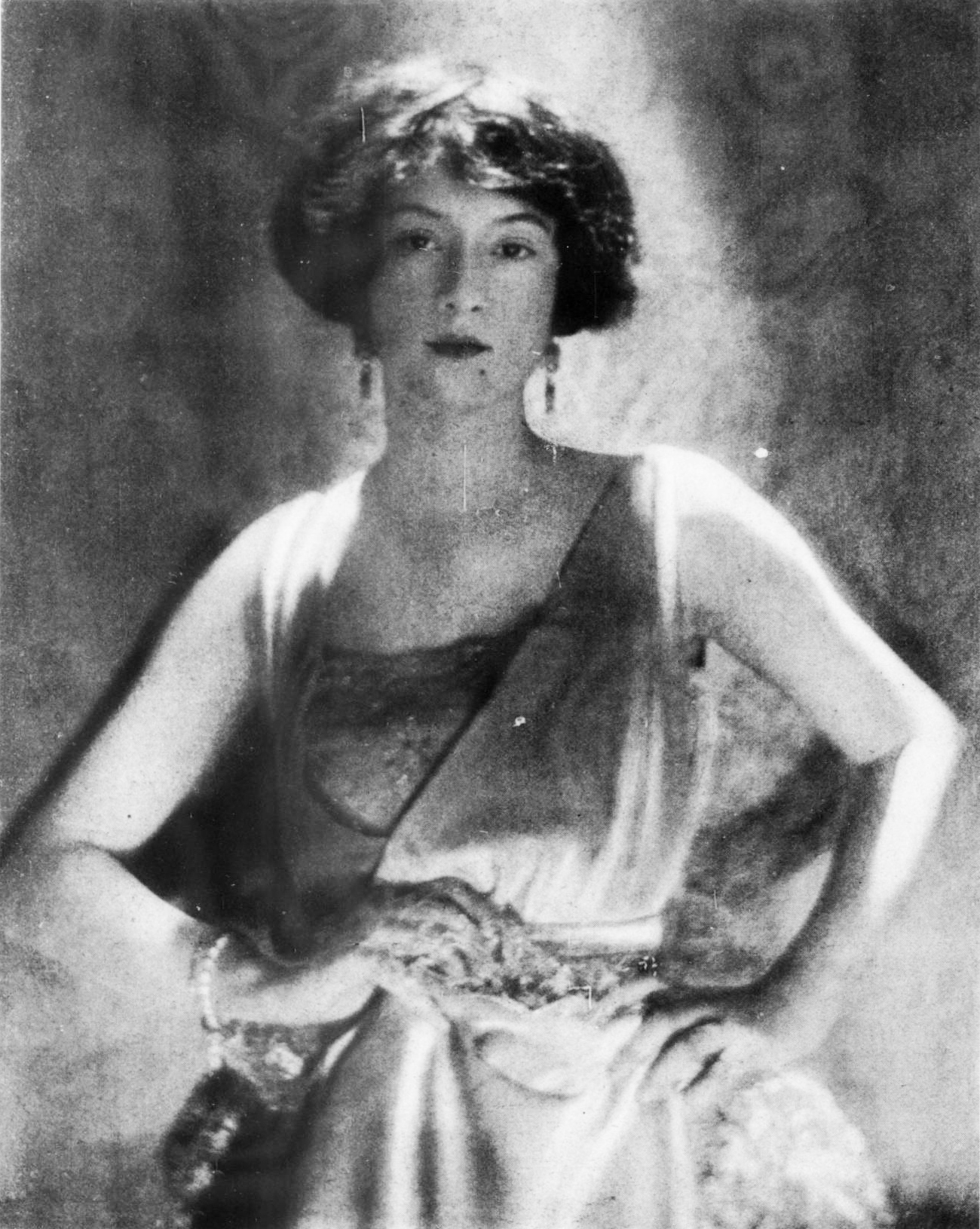
Mary Millicent Rogers in Vogue 1920-05 Band 55, Ausgabe 9

Mary Millicent Abigail Rogers (* 1. Februar 1902 in Manhattan, New York County, USA; † 1. Januar 1953 in Albuquerque, New Mexico, USA) war eine US-amerikanische Schmuckdesignerin, Kunstsammlerin und Aktivistin. Sie gehörte zu den ersten Prominenten, die sich für die Bürgerrechte der amerikanischen Ureinwohner einsetzten.

## Leben und Werk

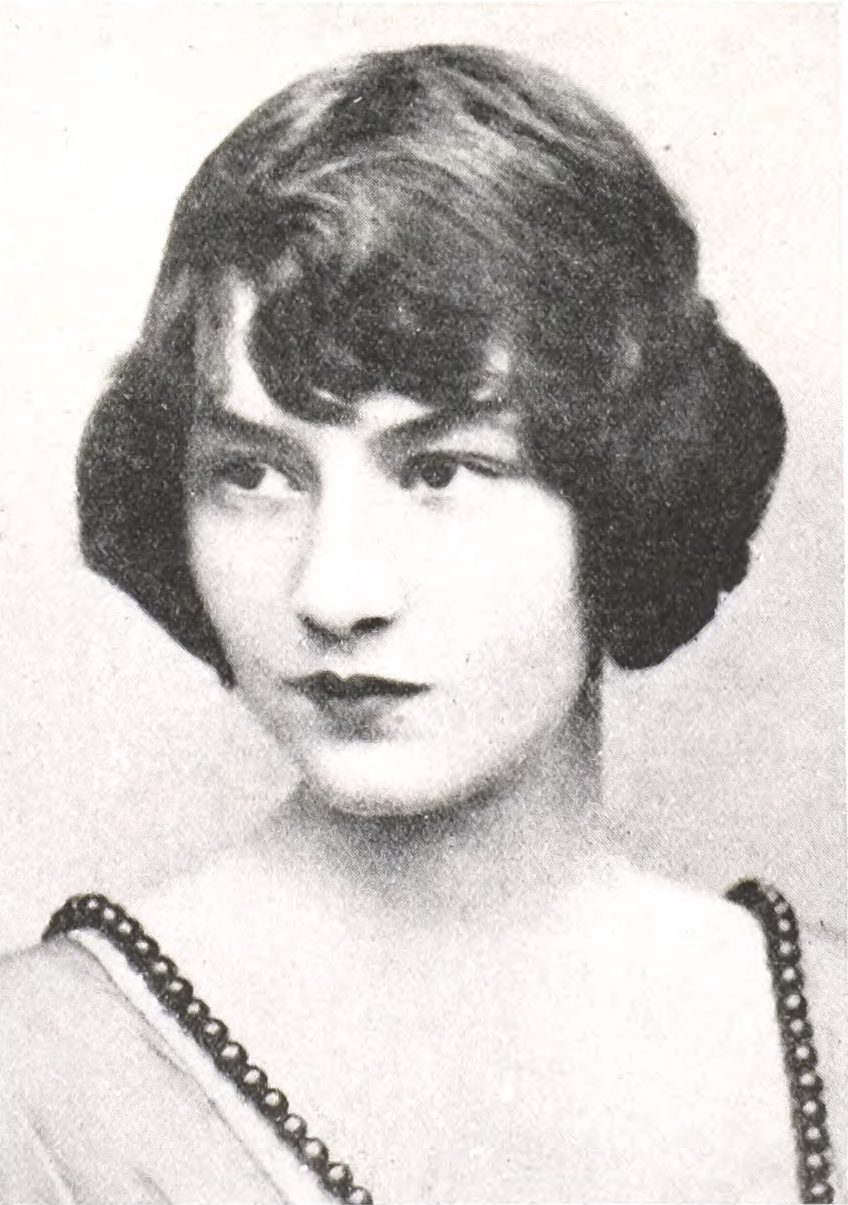
Porträt von Millicent Rogers, 1919

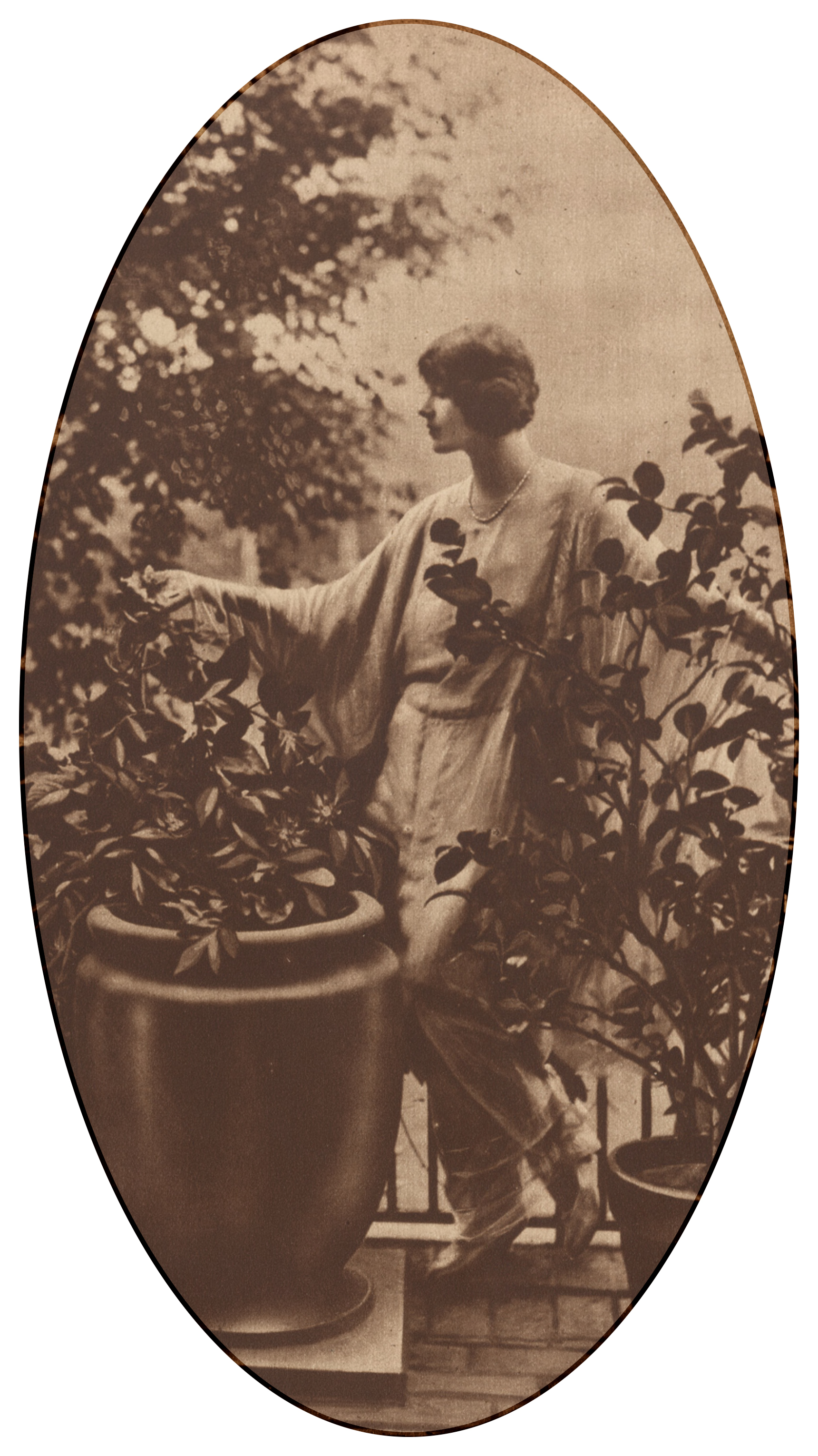
Mary Millicent Rogers in Bel Mare, in Southampton, Long Island (The New York Times, 14. September 1919)

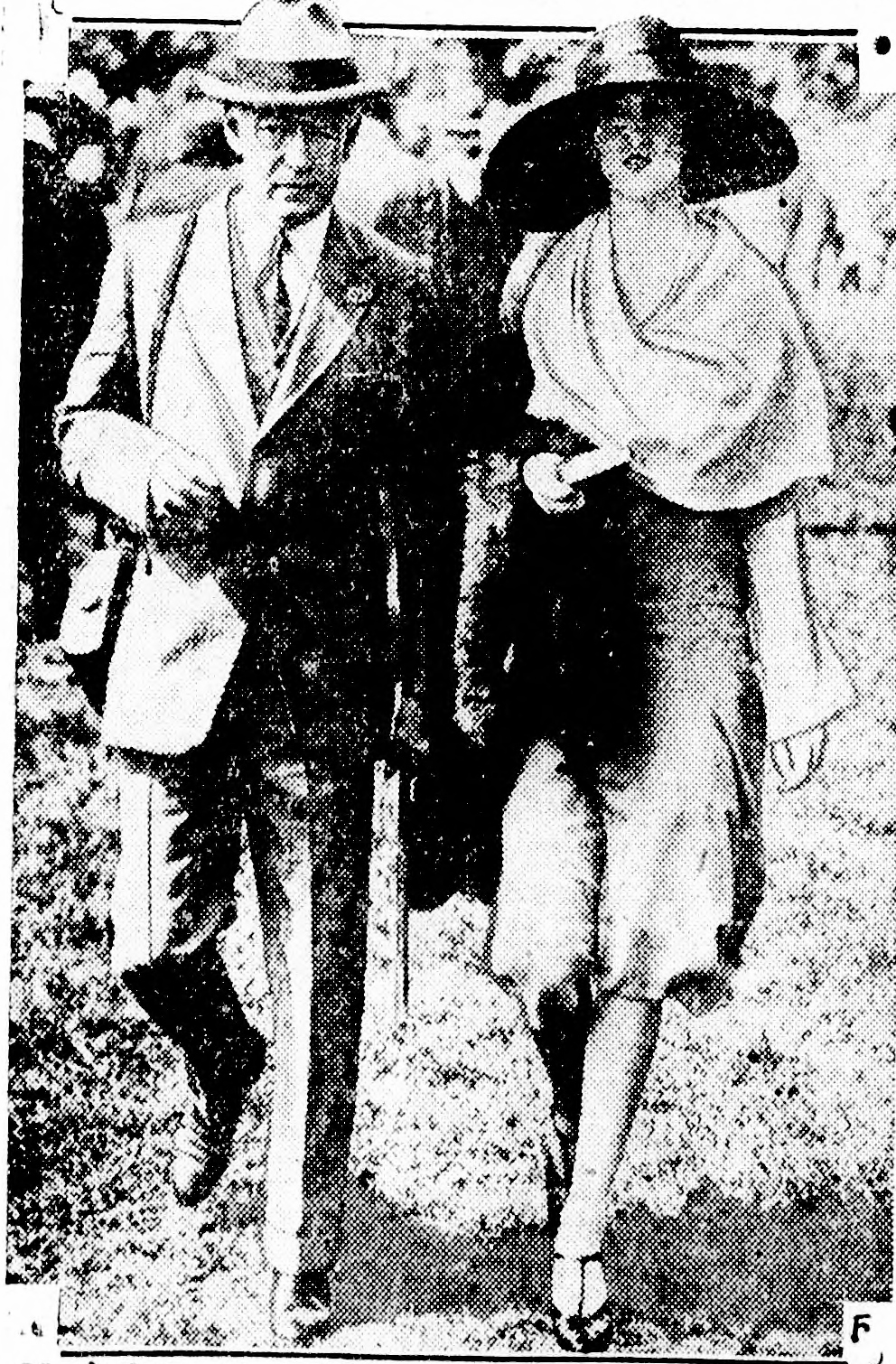
Millicent Rogers und ihr Vater, Henry H. Rogers, 1926

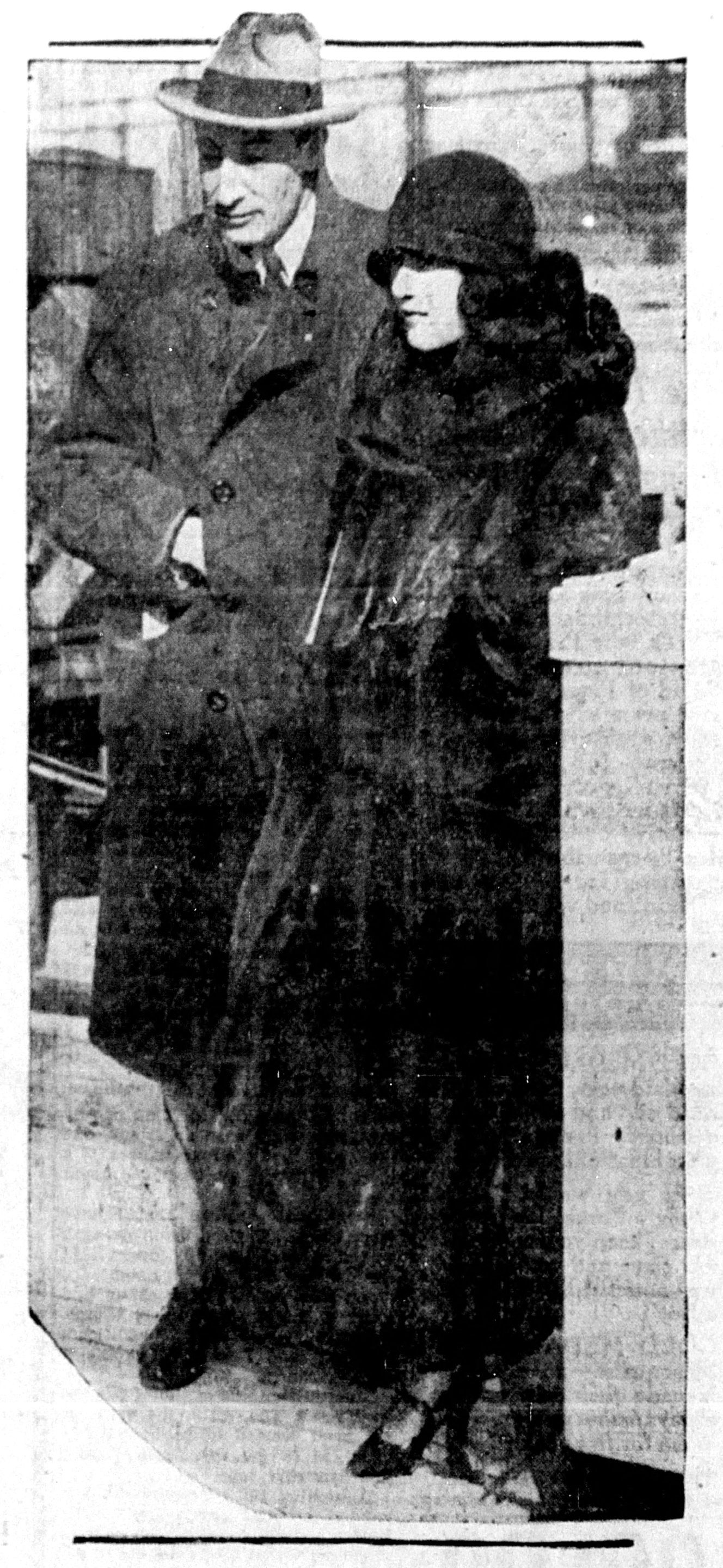
Graf Ludwig von Salm und seine Frau Millicent Rogers, 1924

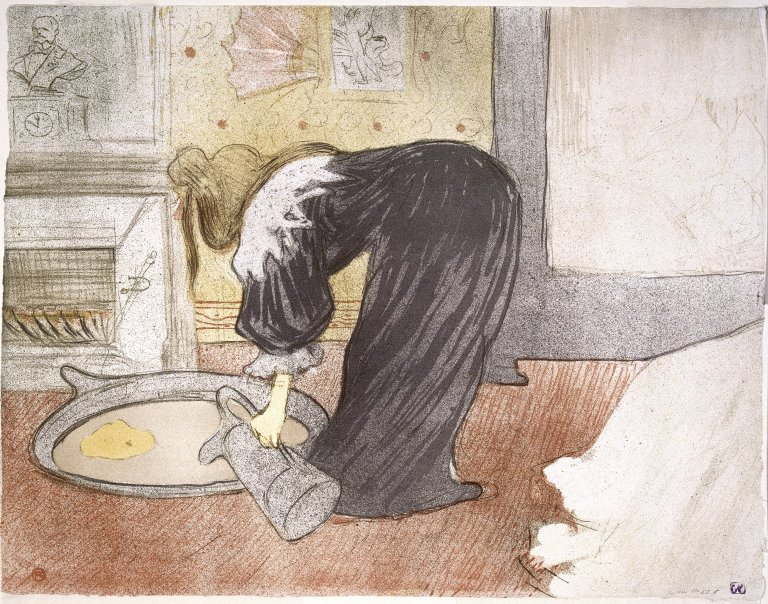
Frau an der Wanne, Gemälde von Henri de Toulouse-Lautrec. Eines von mindestens einem Dutzend Toulouse-Lautrecs, die Millicent Rogers dem Brooklyn Museum gespendet hat

Rogers war die Tochter von Mary Benjamin Rogers und Henry Huttleston Rogers II, dessen Vater ein Partner von Rockefeller bei Standard Oil war. Sie wuchs in Manhattan, im Tuxedo Park und in Southampton am Black Point auf, in einer 1914 von ihrem Vater in Auftrag gegebenen italienischen Villa am Meer mit von dem Landschaftsarchitekten Frederick Law Olmsted entworfenen Gärten. Sie erkrankte 1910 an rheumatischem Fieber und hatte ihr Leben lang Herz- und Lungenprobleme und erlitt mehrere Schlaganfälle.
In den 1920er Jahren wurde sie in der gesellschaftlichen Szene bekannt und in Zeitungen wurden Bilder von ihr und Berichte über ihr Privatleben veröffentlicht. Auf einer Reise nach Paris, London und den Fernen Osten freundete sich mit dem italienischen Herzog d’Acosta, dem russischen Prinzen Sergei Obolenski und dem Prince of Wales an.
Gegen den Willen ihrer Eltern heiratete sie 1924 in New York City den österreichischen Grafen Ludwig von Salm-Hoogstraeten und segelte mit ihm nach Europa. Ihre Eltern bestanden über einen Zeitraum von drei Jahren darauf, die Ehe zu beenden, und zahlten dem Grafen schließlich 250.000 Dollar für die Scheidung. Millicent kehrte mit einem Sohn in die Vereinigten Staaten zurück und richtete sich eine Wohnung am Central Park in der 1035 Fifth Avenue ein. Innerhalb eines Jahres heiratete sie den Argentinier Arturo Peralta-Ramos, den sie in Europa kennengelernt hatte und mit dem sie zwei Söhne bekam.
Nach der Scheidung von Peralta-Ramos heiratete sie den Börsenmakler Ronald Balcom, mit dem sie in Österreich ein Chalet baute. Während des Zweiten Weltkrieges lebte sie in Washington, D.C. Rogers ließ sich 1941 von Balcom scheiden und verwendete wieder ihren Geburtsnamen. Sie kaufte als Claremont Manor das Tidewater-Refugium im Surry County in Virginia. Sie führte ein luxuriöses Leben und gewann vor allem in der Modewelt viele Freunde, darunter Diana Vreeland, Elsa Schiaparelli, Coco Chanel, Van Day Truex und Charles James, und erregte weiterhin Aufmerksamkeit in den Magazinen Vogue und Harper’s Bazaar.
Während des Krieges arbeitete sie beim Medical and Surgical Relief Committee. Sie kaufte ein Anwesen in Montego Bay und erweiterte ihr soziales Umfeld mit Hollywood-Stars wie Noel Coward, Cecil Beaton und Roald Dahl, mit dem sie auch eine Affäre hatte.
Nach dem Krieg wurde sie weiterhin in die Amerika- und Welt-Best-Dressed-Liste aufgenommen. Als sie Rudolph Valentinos Villa im Benedict Canyon mietete, verschlechterte sich erneut ihr Gesundheitszustand und sie entwarf Schmuck, auch für Clark Gable, Hedda Hopper und Louella Parsons.

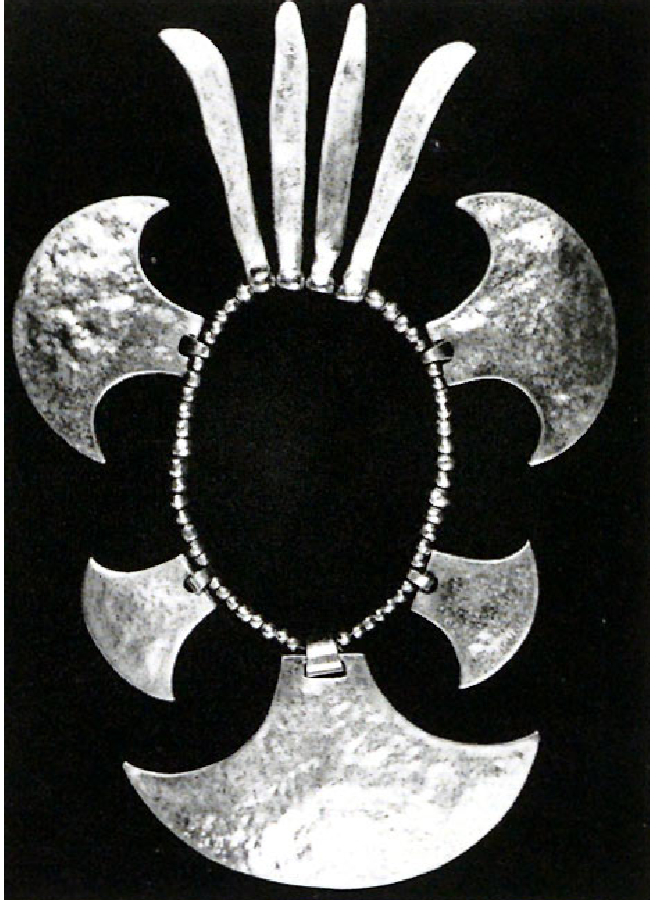
Halskette aus unregelmäßigen Goldperlen und flachen Anhängern in Form stilisierter Pflanzen. Bild aus einer Ausstellung des Schmucks von Millicent Rogers in New York, ca. 1949
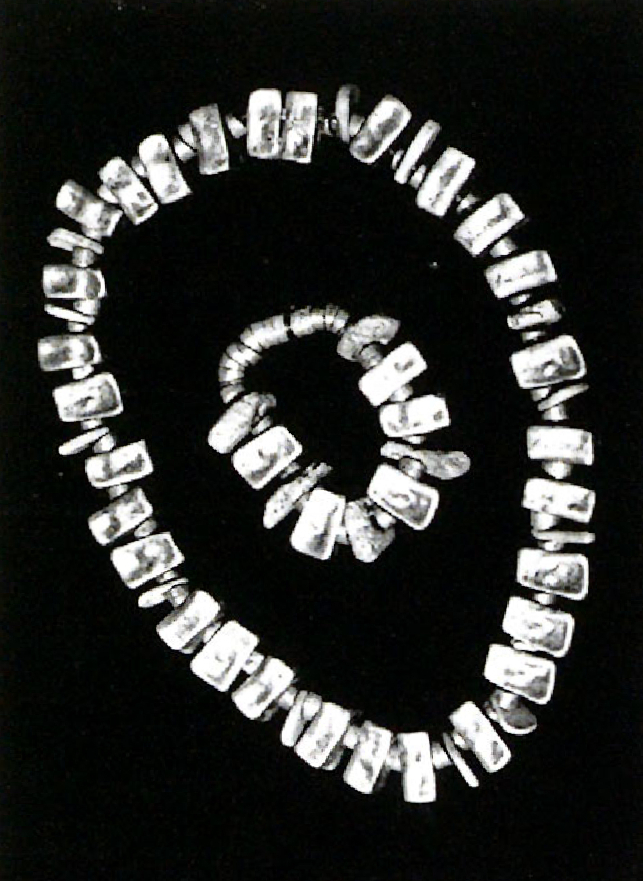
Bild aus einer Ausstellung des Schmucks von Millicent Rogers in New York, ca. 1949
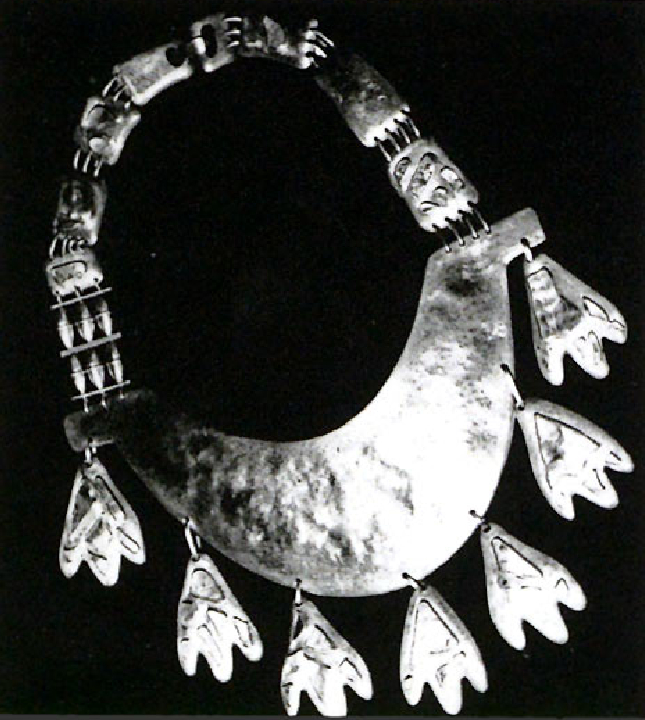
Halskette aus Abalone, Kupfer und kupferfarbenem Gold von Millicent Rogers

## Sammlerin und Aktivistin in New Mexico
Nach ihrer Trennung von Gable wurde sie zu einer Reise nach New Mexico eingeladen. Rogers kaufte dort in Taos ein 80 Hektar großes Grundstück mit einem Haus an einer Wasserstraße, die zum Rio Grande führte und gab ihrem Anwesen den Namen Turtle Walk. Sie hängte dort ihre persönliche Sammlung von Werken von Henri Matisse auf. Ihre Sammlung umfasste amerikanische, europäische und indigene Kunst. Sie sammelte Textilien, Töpferwaren, Schmuck, Körbe, Santos, Blecharbeiten der amerikanischen Ureinwohner und Gemälde von Antoine Watteau, Jean-Honoré Fragonard, François Boucher, George Inness, Winslow Homer, André Derain und Henri de Toulouse-Lautrec. Sie freundete sich mit vielen Gründungsmitgliedern der Taos-Künstlerkolonie an, darunter Dorothy Brett.
Durch ihre politischen Verbindungen nach Washington begann sie, sich gegen die Armut der amerikanischen Ureinwohner einzusetzen und übernahm anonym die Betriebskosten der örtlichen Pueblo-Gesundheitsklinik. Rogers erschien immer noch in Modemagazinen und wurde in ihren Südwestkostümen fotografiert, die den Südweststil weiter populär machten, wie zum Beispiel ihre Concho-Gürtel. Zusammen mit den Autoren Frank Waters, Oliver Lafarge und Lucius Beebe engagierte sie Anwälte, um sich für die indianische Staatsbürgerschaft einzusetzen. Damals galten die amerikanischen Ureinwohner als Nummern und konnten auch keine Pässe bekommen. Sie setzte sich erfolgreich dafür ein, dass indianische Kunst als historisch eingestuft wurde und dieser so Schutz und Status verschafft wurde. Da Rogers bekannt und einflussreich war, rief sie die Zeitschriften dazu auf, ihr Anliegen bekannt zu machen.
Rogers starb im Alter von fünfzig Jahren in einem Krankenhaus in Albuquerque und wurde auf dem Sierra Vista Cemetery in Taos beigesetzt.

## Millicent Rogers Museum in Taos

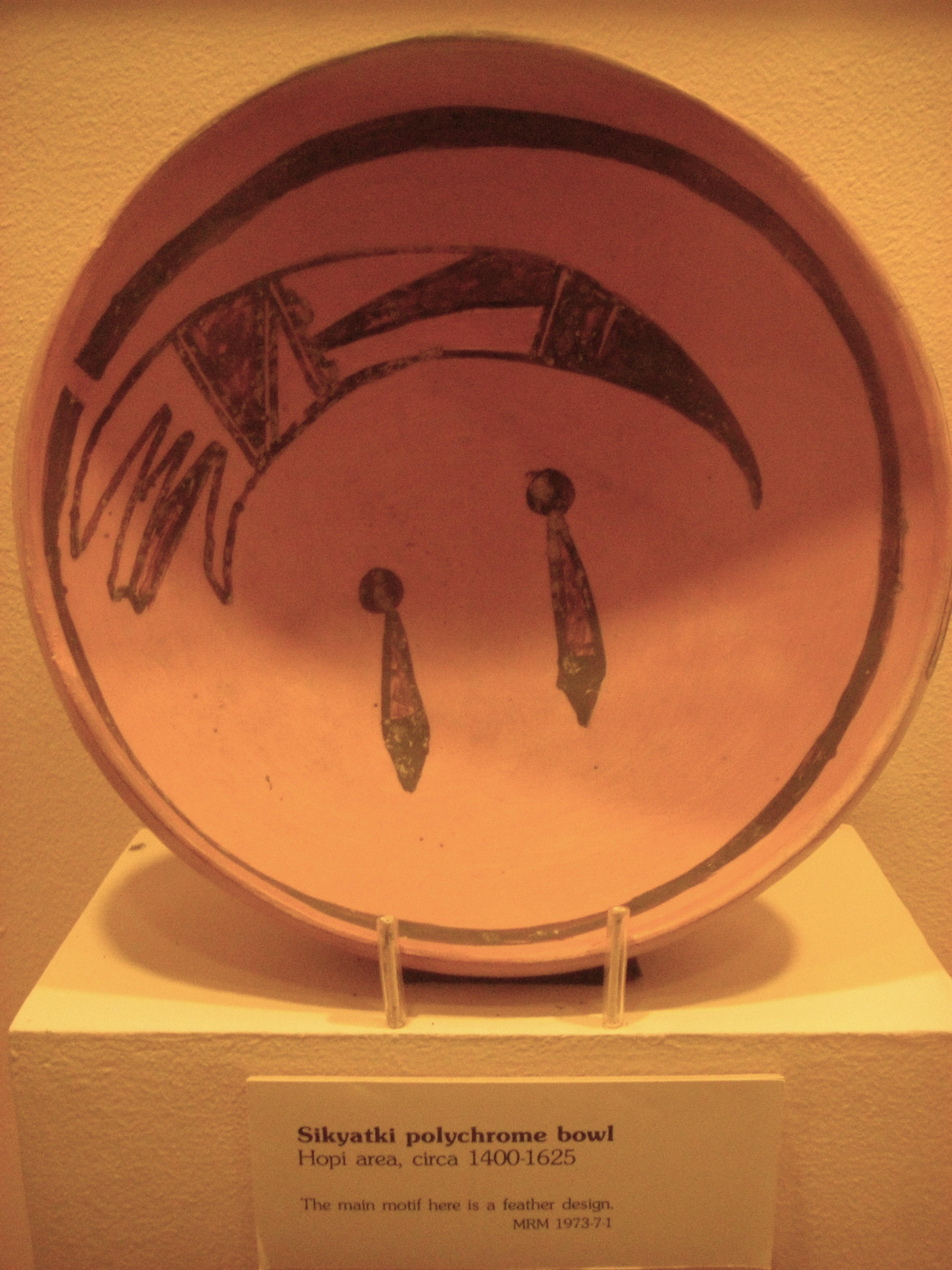
Verzierte Schale aus den Ruinen des ehemaligen Hopi-Dorfes Sikyátki, ca. 1400–1625 n. Chr.; befindet sich jetzt im Millicent Rogers Museum in Taos, New Mexico
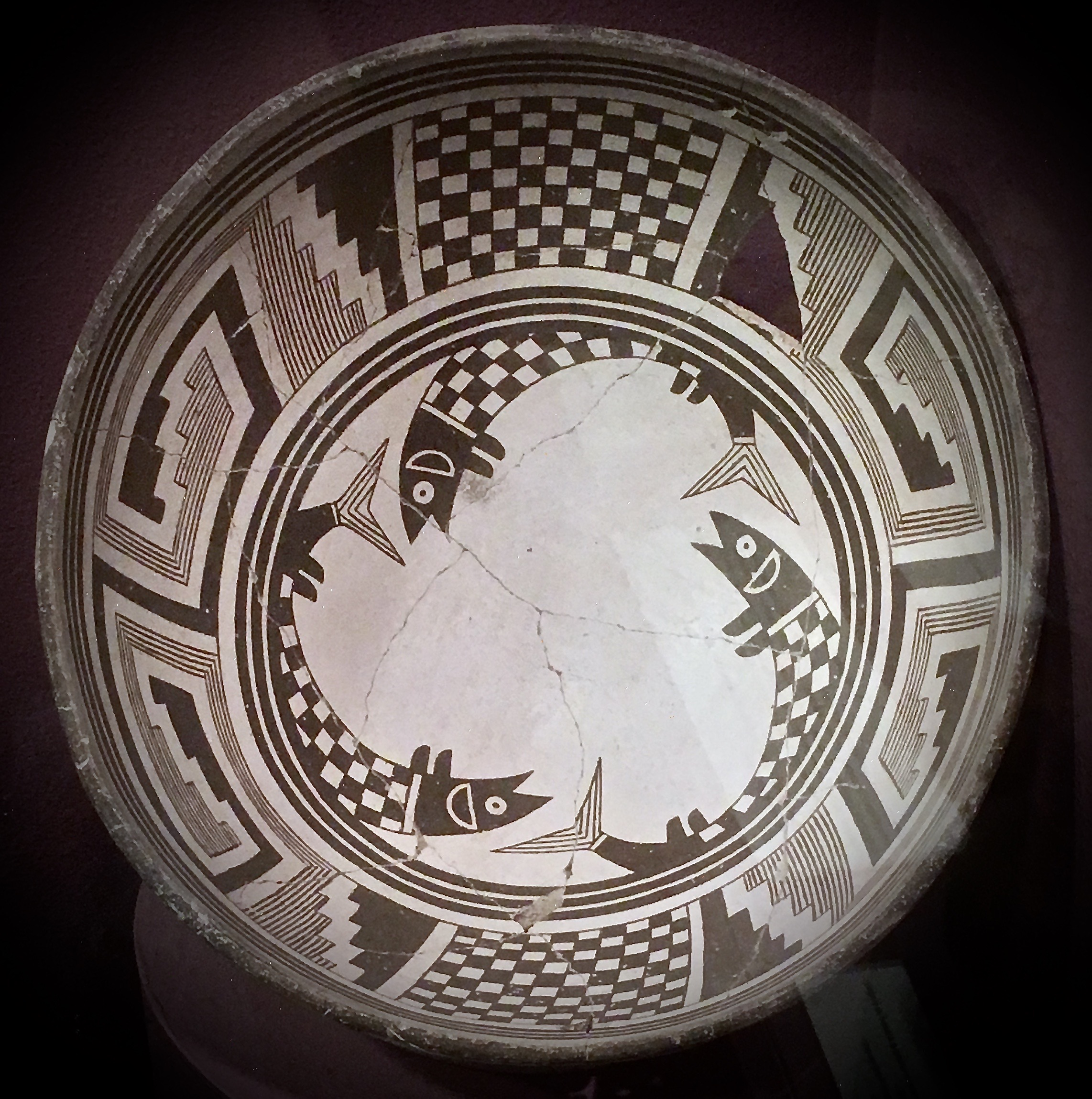
Mimbres-Fischtopf, ca. 1000–1150 n. Chr. Millicent Rogers Museum
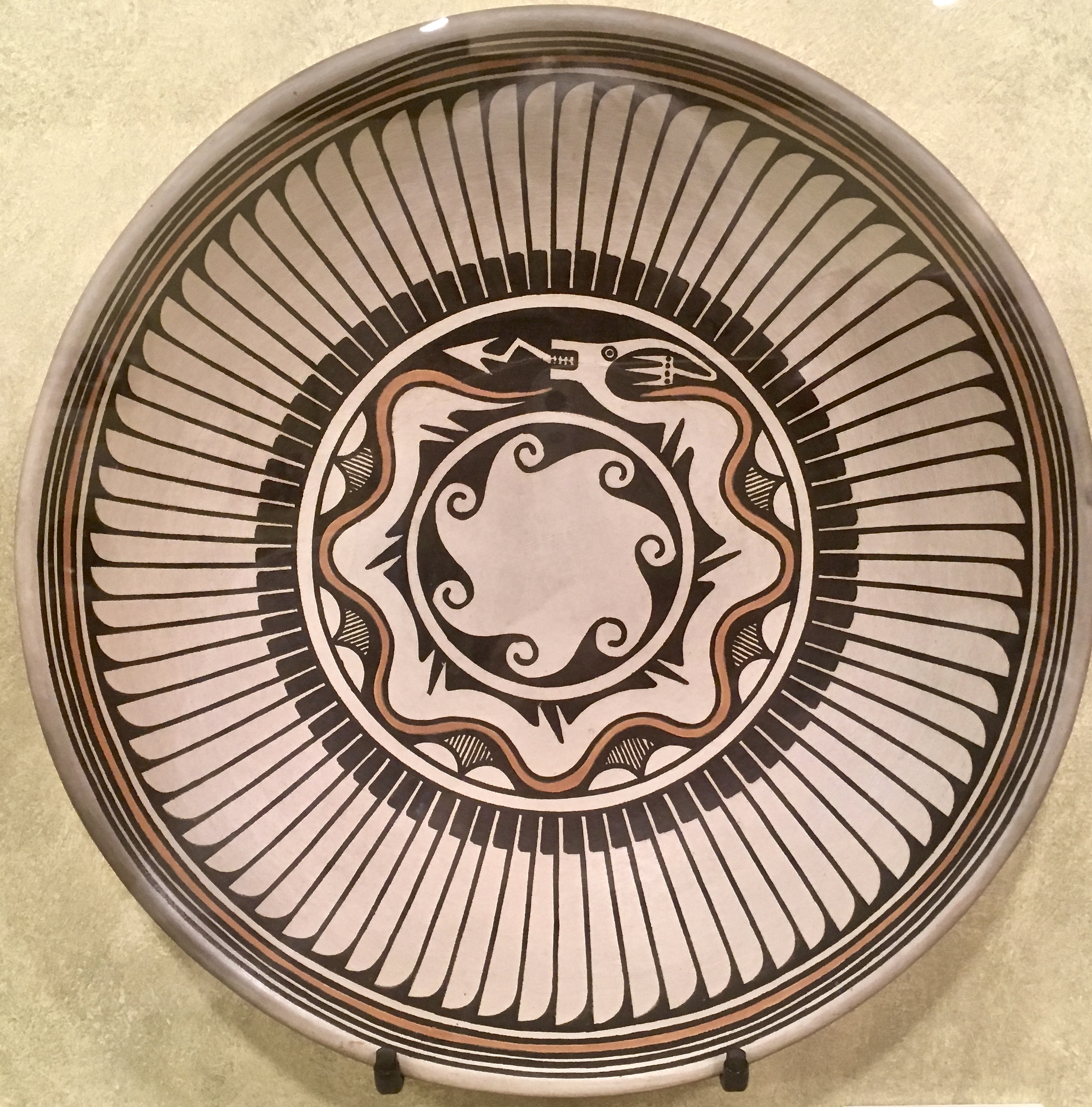
Polychrome Platte mit Avanyu. Signiert „Maria/Popovi“. Datiert Mai 1969. Geschenk von Anita Da.
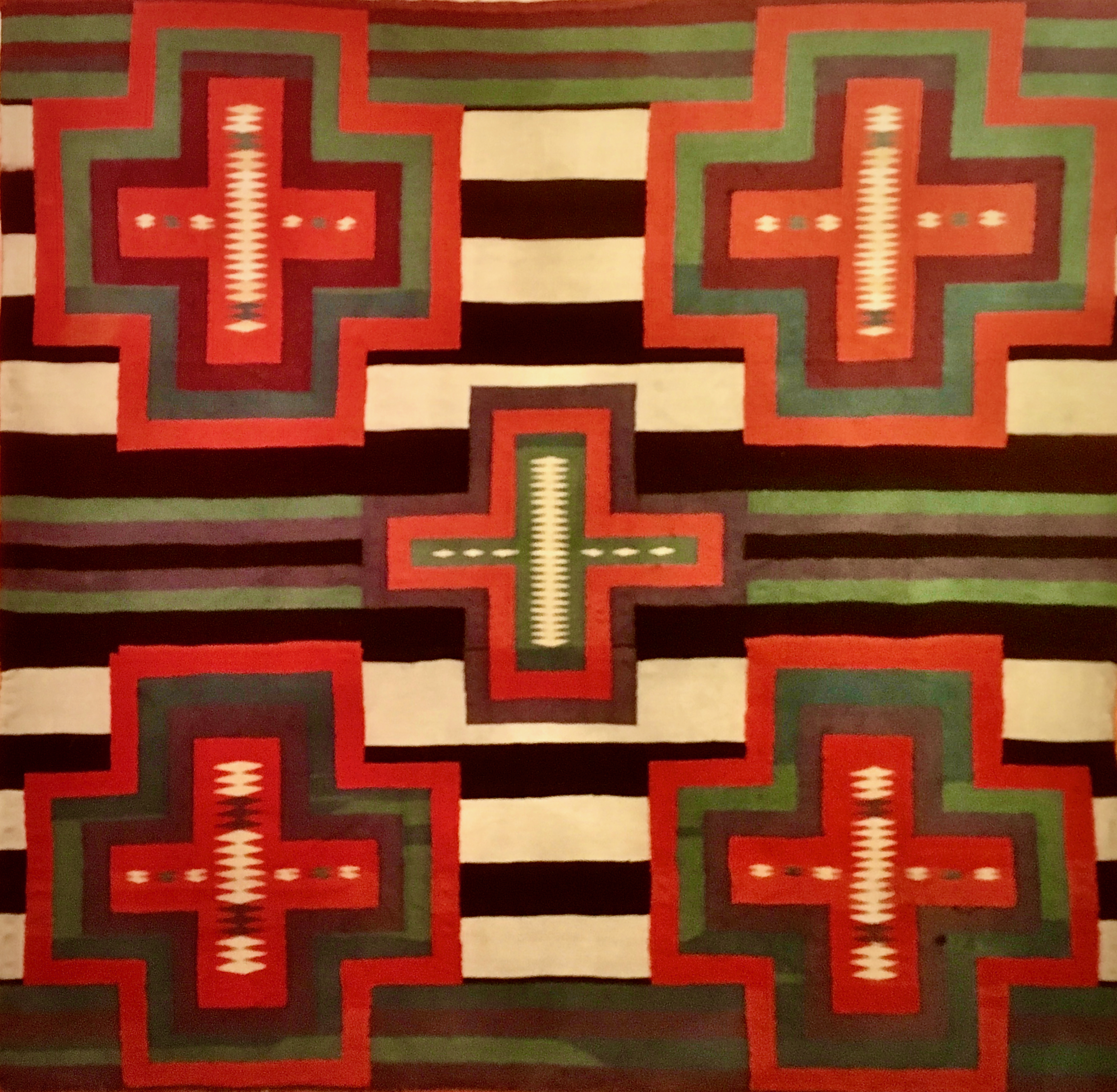
Navajo mit Decke, dritte Phase, ca. 1890-95. Millicent Rogers Museum, Taos

Kurz nach ihrem Tod gründete ihr Sohn Paul Peralta-Ramos das Millicent Rogers Museum in Taos, welches ihre persönliche umfangreichen Silber- und Schmucksammlungen und mehr als 1.000 Schmuckstücke der amerikanischen Ureinwohner beherbergt. Das Museum erhielt 1956 seinen festen Sitz in einem Lehmhaus aus den 1940er Jahren nördlich des Zentrums von Taos. Das Museum wurde zunächst mit Sammlungen von Rogers und ihrer Mutter eröffnet.  In den 1980er Jahren wurde das heutige Gebäude von Nathaniel A. Owings renoviert und erweitert. Die Sammlung besteht aus Töpferwaren, Gemälden, Fotografien, Kunsthandwerk, Textilien und religiösen Künsten. Das Museum war die erste Organisation in New Mexico, die auch hispanische Kunst, religiöse Santos und Retablos, Möbel und Textilien ausstellte.